# Oteana gemellar
Oteana gemellar är en insektsart som först beskrevs av Ronald Gordon Fennah 1958.  Oteana gemellar ingår i släktet Oteana och familjen kilstritar. Inga underarter finns listade i Catalogue of Life.